# Hude (Oste)
Koordinaten: 53° 32′ 54,9″ N, 9° 10′ 22,1″ O
Hude (plattdeutsch Huud) ist ein Wohnplatz von Behrste in der niedersächsischen Gemeinde Estorf (Landkreis Stade).

## Geographie und Verkehrsanbindung
Hude liegt nordwestlich von Behrste an der Oste. 
Von Hude führen Nebenstraßen nach Forst und Behrste zur Landesstraße 114, die im Nordosten über Estorf nach Himmelpforten zur Bundesstraße 73 und im Süden nach Elm zur Bundesstraße 74 führt. 
Langfristig ist der Bau der Bundesautobahn 20 an Behrste vorbei gebaut. Nahe der Ortslage Hude soll eine Abfahrt entstehen. 

## Geschichte

### Verwaltungsgeschichte
Bereits seit Gründung gehörte Hude zur Gemeinde Behrste.  
Vor 1885 gehörte Hude zur Börde Oldendorf im Amt Himmelpforten, nach 1885 zum Kreis Stade und seit 1932 zum jetzigen Landkreis Stade.
Zum 1. Juli 1972 wurden im Zuge der Gebietsreform die Gemeinden Estorf, Gräpel und Behrste (mit Forst und Hude) zur neuen Gemeinde Estorf zusammengelegt.

### Einwohnerentwicklung
| Jahr             | Einwohner          |
| ---------------- | ------------------ |
| 1824             | 7 Feuerstellen     |
| 1848             | 49 Leute, 9 Häuser |
| 1. Dezember 1871 | 48 Leute, 9 Häuser |

## Religion
Hude ist evangelisch-lutherisch geprägt und gehört zum Kirchspiel der Martinskirche in Oldendorf.
Für die (wenigen) Katholiken ist die St.-Michaelskirche in Bremervörde zuständig, die seit dem 1. September 2010 zur Kirchengemeinde Heilig Geist in Stade gehört.